# Peies

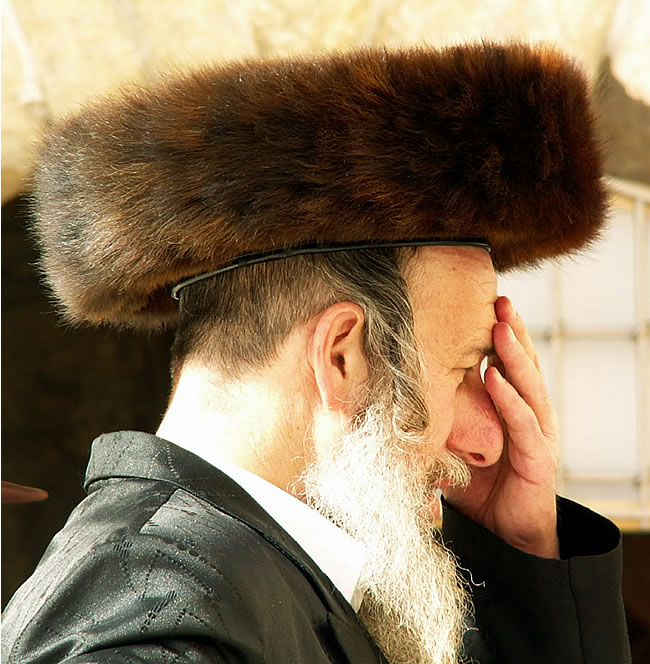
Een orthodoxe jood met peies

De peies (Nederlands-Jiddisch/Asjkenazisch, afgeleid van het Hebreeuws: פֵּאוֹת, "slaaplok" of "haarlok") pejot of pe'ot zijn haarlokken die orthodox joodse mannen, vóór de oren ter hoogte van de slaap, laten groeien. 
Het gebruik om de peies te laten groeien is gebaseerd op een interpretatie van het Bijbelse verbod om de "hoeken" van het gezicht te scheren, zoals in Wajikra/Leviticus 19:27 is omschreven.  